# Ђуро Крошњар
Ђуро Крошњар (Горња Чемерница, 8. фебруар 1946) је свештеник Српске православне цркве у Чикагу и истакнути члан српске заједнице у Америци.

## Биографија
Основну школу је завршио у родном месту и Топуском, а 1967. године Богословију "Свети Сава" у Београду. Војску је 1969. служио у Призрену на Космету. У Манастиру Нова Грачаница крај Чикага рукоположен је за свештеника 1976. године. Посвећује се образовању српске деце из веронауке, српког језика и историје. У ту сврху припрема предавања, штампа припручнике и часописе. У време грађанских ратова у бившој Југославији 1990-2000. помаже бројим избеглим Србима који су усељавали у Америку. Учествовао је 1991. године у раду комисије која је успоставила црквено јединство Срба у Америци. Био је старешина више српских храмова у Чикагу и околини.
Обављао је и функцију је епархијског секретара у време изградње Манастира Нова Грачаница крај Чикага, потом секретара Епархијског црквеног суда, секретара Епархије Америчко-Канадске и члана Епархијског савета, наставника Богословије Свети Сава у Чикагу, члана Грађевинског одбора Манастира Нова Грачаница и многих других одбора при америчким епархијама.
Био је старешина више српских храмова у Чикагу и околици. Тренутно је старешина српског храма Светог Василија Острошког у Лејк Форесту и архијерејски намесник Милвошки у којем се под његовом административном контролом налази 12 српских парохија од Чикага до америчке савезне државе Минесоте.
Покретач је више добротоврних акција међу исељеним Србима у Америци од којих су најзначајније акције прикупљања новца за обнову српских цркава на Кордуну и Банији у данашњој Републици Хрватској које су биле срушене у ратовима 1941-1945. и 1991.-1998. године.

## Извор
- Зборник: Вргинмост - претакање судбине, Крајишки културни центар, Београд, 2020.  978-86-902392-0-7, стр. 801-802